# Ninox hypogramma
Ninox hypogramma là một loài chim trong họ Strigidae.